# Đội tuyển Fed Cup San Marino
Đội tuyển Fed Cup San Marino đại diện San Marino ở giải đấu quần vợt Fed Cup và được quản lý bởi Liên đoàn Quần vợt San Marino.  Đội chưa thi đấu lại kể từ năm 1997.

## Lịch sử
San Marino tham gia kì Fed Cup đầu tiên và duy nhất vào năm 1997, thắng một trận và xếp thứ 5 chung cuộc ở Nhóm II.